# Lac Pavin
Lac Pavin je sopečné jezero ležící ve Francouzském středohoří nedaleko městečka Besse-et-Saint-Anastaise. Je kruhového tvaru o průměru okolo 800 metrů a má rozlohu 44 hektarů. Vzniklo zaplavením maaru při sopečné činnosti, k níž došlo v regionu Auvergne před sedmi tisíci lety.
Jezero se nachází v nadmořské výšce 1197 m, je obklopeno lesy a čedičovými skalami. Má tmavou vodu, která mu dala název (z latinského pavens = hrozivý). Přezdívá se mu také Lac du Diable (Ďáblovo jezero), protože podle legendy vzniklo ze slz prolitých ďáblem, který se nešťastně zamiloval do místní dívky. Podle jezera je také pojmenována místní značka sýra Pavin d'Auvergne.
Provozuje se rybolov, v jezeře žije siven severní.
Lac Pavin patří mezi meromiktická jezera, tzn. jednotlivé vrstvy vody se vzájemně nemísí, hlubiny jezera obsahují vysokou koncentraci metanu.